# Папегоя, Юхан
Юхан Папегоя (швед. Johan Papegoja; ум. 23 марта 1667, лен Скараборг) — пятый (предпоследний) губернатор Новой Швеции.
Юхан Папегоя (фамилия в переводе со шведского означает «попугай») был одним из первых шведских поселенцев на территории современного Делавэра. Служил лейтенантом под началом своего предшественника на губернаторской должности Юхана Принца, а в 1644 году женился на его дочери Армегот. Трижды — в 1643, 1647 и 1655 годах — предпринимал поездки в метрополию.
Между отставкой Принца в октябре 1653 года и прибытием Юхана Рисинга в мае 1654 Папегоя занимал должность губернатора. Впоследствии он был направлен в Швецию за новой партией поселенцев. Отплыв с ними из метрополии в ноябре 1655 года, в марте 1656 Папегоя вернулся в Новую Швецию, к тому моменту уже захваченную голландцами. Не найдя общего языка с новой администрацией, он в том же году вернулся на историческую родину. Считается, что он умер 23 марта 1667 года в усадьбе Рамсторп, расположенной в приходе Онгарп лена Скараборг (ныне в лене Вестра-Гёталанд).